# Весёлковые
Весёлковые (лат. Phallaceae) — семейство грибов-гастеромицетов, входящее в порядок весёлковые (Phallales) класса агарикомицеты.

## Описание
Плодовые тела гастероидные, в начале развития подземные, шаровидные до широкоэллипсоидных, внутри желеобразные. При дальнейшем развитии перидий (оболочка) плодового тела разрывается, из него выходит полая губчатая ножка — рецептакул, на верхушке несущий шляпку, с верхней стороны покрытую слизистой массой со спорами, либо лишённый шляпки и в верхней части покрытый споровой массой. У некоторых видов от шляпки отходит сетчатый индузий, напоминающий частное покрывало.
Споры эллипсоидные, гладкостенные, бесцветные или светло-коричневатые. Гифальная система мономитическая, гифы желатинизированные, с пряжками. Базидии мелкие, недолговечные.
Многие виды съедобны в молодом возрасте (до выхода рецептакула из перидия).

## Систематика

### Роды
- Aseroe
- Itajahya Möller
- Mutinus Fr., nom. cons. — Мутинус
- Phallus L. — Весёлка
  - ~= Clautriavia (Pat.) Lloyd
- Xylophallus (Schltdl.) E.Fisch.